# NSG Gut Grindt u. NSG Rheinaue zw. Km 830,7 - 833,2 , nur Teilfl.
NSG Gut Grindt u. NSG Rheinaue zw. Km 830,7 - 833,2 , nur Teilfl. este o arie protejată (arie specială de conservare — SAC, sit de importanță comunitară — SCI) din Germania întinsă pe o suprafață de 115,96 ha, integral pe uscat.

## Localizare
Centrul sitului NSG Gut Grindt u. NSG Rheinaue zw. Km 830,7 - 833,2 , nur Teilfl. este situat la coordonatele 51°42′24″N 6°25′53″E / 51.7067°N 6.4314°E.

## Înființare
Situl NSG Gut Grindt u. NSG Rheinaue zw. Km 830,7 - 833,2 , nur Teilfl. a fost declarat sit de importanță comunitară în octombrie 2000 pentru a proteja 1 specie de animale. Situl a fost protejat și ca arie specială de conservare în decembrie 2004.

## Biodiversitate
Situată în ecoregiunea atlantică, aria protejată conține 4 habitate naturale: Râuri cu maluri nămoloase cu vegetație de Chenopodion rubri p.p. și Bidention p.p., Liziere de ierburi înalte hidrofile de câmpie și de nivel montan până la alpin, Fânețe de joasă altitudine (Alopecurus pratensis, Sanguisorba officinalis), Păduri aluvionare cu Alnus glutinosa și Fraxinus excelsior (Alno-Padion, Alnion incanae, Salicion albae).
La baza desemnării sitului se află o specie protejată de  amfibieni: triton cu creastă (Triturus cristatus)
Pe lângă speciile protejate, pe teritoriul sitului au mai fost identificate 5 specii de plante, 2 specii de amfibieni.